# Diego Sebastián Crosa
Diego Crosa és un futbolista argentí, nascut a Rosario el 18 d'abril de 1976. Ocupa la posició de defensa.
Va destacar al Newell's Old Boys del seu país, d'on va fer el salt a Europa el 1999 per militar al Real Betis, on no va tenir massa fortuna. Posteriorment, ha seguit la seua carrera en equips argentins, com Boca Juniors, Racing Club de Avellaneda o Colón de Santa Fe. Va militar també al Maccabi Haifa israelià.
Ha estat en una ocasió internacional absolut amb l'Argentina. Amb la sub-20 va guanyar el Mundial de la categoria, celebrat el 1995 a Qatar.